# 패션킬라
《패션킬라》(Fashion Killa)는 온스타일에서 방송된 대한민국의 리얼리티 경쟁 텔레비전 프로그램이다.

## 에피소드
| 회차 | 방송일           |
| ---- | ---------------- |
| 1    | 2013년 12월 21일 |
| 2    | 2013년 12월 28일 |
| 3    | 2014년 1월 4일   |
| 4    | 2014년 1월 18일  |
| 5    | 2014년 1월 25일  |
| 6    | 2014년 2월 1일   |
| 7    | 2014년 2월 8일   |
| 8    | 2014년 2월 15일  |